# Bram Wiggins
William Bramwell "Bram" Wiggins (Londen, 28 september 1921 – Buckingham, 19 oktober 2014) was een Brits componist, dirigent, cornettist en trompettist.

## Leven
Wiggins kreeg zijn eerste muzieklessen bij het Leger des Heils, onder andere van J.C. Dyson en speelde daar in verschillende brass bands. Hij speelde ook in de militairkapel van de Regimental Band of the Welsh Guards. Later begon hij een studie aan het Trinity College of Music in Cambridge en aan de Royal Academy of Music. Zijn leraren waren onder andere Walter Stokes en George Eskdale, waarbij hij vooral trompet studeerde. De laatstgenoemde adviseerde hem ook naar het London Symphony Orchestra te gaan. Daar werd Wiggins trompettist en cornettist. 
Naar elf jaren werkzaamheden in dit prestigieuze Londense orkest vertrok hij naar Winnipeg in Canada en werd lid van het CBC Winnipeg Orchestra en het orkest van het Royal Winnipeg Ballet. Maar hij werkte daar ook als dirigent van een harmonieorkest. 
Naar zijn terugkomst in het Verenigd Koninkrijk werkte hij als trompet solist met alle vooraanstaande orkesten samen. Hij was professor aan de Royal Academy of Music, het Trinity College (Cambridge) en aan het Birmingham Conservatory. Verder was hij dirigent van verschillende brass bands.
Als componist heeft hij een reeks werken voor brass band en harmonieorkesten geschreven. Hij maakte ook bewerkingen van klassieke werken voor harmonieorkest en brass-band, onder andere Music for Children van William Walton.
William Bramwell Wiggins overleed in 2014 op 93-jarige leeftijd.

## Composities

### Werken voor harmonieorkest en brass-band
- Big Sky Country, suite voor harmonieorkest
- Cameos for Band, voor harmonieorkest
- Caprice, voor trombone solo en brass-band
- Concertino, voor cornet en harmonieorkest
- Diversions on Welsh Hymn, voor brass-band
- Fantasia on the Emperors Hymn, voor brass-band
- Fantasy for Brass, voor brass-band
- Night Music, voor brass-band
- Rhapsody voor tenor hoorn (Es) en brass-band
- The Deep, suite voor brass-band 
  1. Bridge Across The Humber
  2. Requiem for Lost Mariners
  3. Storm and Thanksgiving
- The Fall of the Year, voor brass-band
- Trilogy voor eufonium en brass-band

### Kamermuziek
- Chalumeau Dances, voor klarinet en piano
- Divertimento, voor drie klarinetten
- Embryo Brass, voor hoorn en piano
- The Wonderful World Of Opera, voor trompet en piano
- Trumpet Duets & Trios, voor twee trompetten
- Trumpeters' Tunes, voor trompet en piano

- Library of Congress Control Number: n81058388
- Nederlandse Thesaurus van Auteursnamen: 154845051
- Système universitaire de documentation: 234243937
- Virtual International Authority File: 121571623